# باري هاريس
باري هاريس (بالإنجليزية: Barry Harris)‏ هو عازف جاز وعازف بيانو وملحن أمريكي، ولد في 15 ديسمبر 1929 في ديترويت في الولايات المتحدة.

## وصلات خارجية
- الموقع الرسمي
- باري هاريس على موقع IMDb (الإنجليزية)
- باري هاريس على موقع الموسوعة البريطانية (الإنجليزية)
- باري هاريس على موقع ميوزك برينز (الإنجليزية)
- باري هاريس على موقع أول ميوزيك (الإنجليزية)
- باري هاريس على موقع ديسكوغز (الإنجليزية)